# Доходный дом Торлецкого — Захарьина
Доходный дом Торлецкого — Захарьина — исторический доходный дом в Москве, занимает по улице Рождественка весь квартал от Пушечной улицы (с 1814 по 1922 год называлась Софийской, по имени церкви Софии «У пушечного двора» 1650 г.) до Кузнецкого Моста (ранее называлась Кузнецкая). Во дворе строения находится павильон станции метро «Кузнецкий Мост». Здание охраняется как выявленный объект города Москвы, обладающий признаками культурного наследия.
В разное время в доме жили историк Ю. В. Готье, литературный критик Д. И. Писарев, здесь размещались многочисленные лавки и конторы, которые посещали Л. Н. Толстой и М. А. Булгаков. Соседнее здание, входящее в ансамбль, позже перестроенное, посещал А. С. Пушкин.

## История
В XVII веке этот участок принадлежал окольничему М. В. Собакину, а затем его потомкам. Середину обширного владения занимали трёхэтажные палаты, севернее на свободном пространстве стояла небольшая церковь, а по Кузнецкой улице располагались поповские хоромы. Угол с Рождественкой занимало подворье суздальского Евфимьева монастыря. Построенное после 1782 года двухэтажное здание, в основе которого находились каменные палаты, в XVIII веке было надстроено третьим этажом. Фасад здания был включён в альбом лучших московских домов, составленный архитектором М. Казаковым. Соседний участок в глубине владения принадлежал Салтыковым. Здесь стоял дом «Салтычихи», замучившей 38 крестьян и осуждённой в 1767 году к пожизненному заключению. В 1825 году участок Собакиных перешёл С. И. Всеволжскому, а Салтыковых — Г. А. Демидову. В 1820 году в доме Всеволжских иностранец Сен-Мартин открыл «Козмораму» — театр с показом световых картин. Здесь же находились магазин и мастерская Ф. Бильрота с отделом детских механических игрушек, магазин М. Тверитиновой, торговавший «умыванием для чистоты лица», помадой и порошком от моли, принимал больных зубной врач Шлезингер; в подвале дома находился винный погреб П. Буаселя. В доме Демидова работал универсальный магазин «Мадам Бутлер».
В 1835 году оба участка перешли к генерал-майору Н. Д. Черткову, брату известного библиофила А. Д. Черткова, а через два года к купцу В. Суровщикову, при котором владения были объединены. Здесь разместились французская библиотека и книжный магазин Готье и Монигетти, музыкальный магазин Ю. Грессера, магазин скульптурных изделий И. Вилуана, а также магазин книгоиздателя А. Семена, который посещал поэт А. С. Пушкин. Книжный магазин Готье (позднее «Тастевен Ф. И., преемник В. Г. Готье») упоминается в «Анне Карениной». В студенческие годы здесь жил сын его владельца, будущий историк Ю. В. Готье. В дворовом флигеле находились литографии Бахмана, Дрегера, Шерера, Набгольца, Шейдта и других.
К концу 1840-х годов вся территория находилась во владении потомственного почётного гражданина, купца 1 гильдии, коммерции советника и кавалера А. Л. Торлецкого, а впоследствии его сына, А. А. Торлецкого. 
В книге «Москва в кольце Садовых» Ю. А. Федосюк пишет, что дом построен предположительно по проекту К. А. Тона — автора Храма Христа Спасителя, Большого Кремлёвского дворца, первого московского вокзала (ныне Ленинградского, а до этого Николаевского) и перестройки Малого театра. Свой вывод по поводу авторства дома Торлецкого Ю. А. Федосюк делает, основываясь в первую очередь на архитектурных особенностях дома. Более того, А. Л. Торлецкий являлся подрядчиком и производителем работ на первых трёх вышеперечисленных объектах.
Действительно, в фасадной обработке легко узнаются столь любимые Тоном и узнаваемые по зданию Николаевского вокзала полуколонны и скромный парадный вход, ничем не выделяющийся из мерного ряда окон первого этажа (этот приём использован и в Большом Кремлёвском дворце); далее в средней части и по углам фасад выделен небольшими ризалитами, увенчанными лёгкими по пропорции фронтонами, которые отделены от основного объёма дома широким глухим стилобатом. В середине фронтона расположены небольшие слуховые окна с лепными гирляндами по сторонам. Фигурные филёнки между окнами первого этажа  великолепную игру светотени на фасаде. Дом, разрешённый «к постройке для квартир», в то же время хранит в своём облике черты живописной торжественности и горделивой пышности. По мнению искусствоведа Т. П. Федоровой, «Здесь все уместно и все в меру — и полуколонны композитного ордера, облегчающего верхнюю часть здания, и сложного рисунка переплёты полуциркульных окон, и широкий многопрофильный карниз, отделяющий первый этаж от второго, парадного…».
В середине XIX века в этом здании работали: популярный книжный магазин переводных книг по естественным наукам А. И. Глазунова, «Магазин чаёв братьев К. и С. Поповых», чайный магазин Н. Корещенко «Китай», «Московский магазин» О. И. Ливенштейна, торговавший широким ассортиментом модной дамской одежды.
В дальнейшем здесь находились магазин стальных предметов купца Смирнова, «Кузнецкая аптека» провизора М. Гефтера, готовивший для поступления в гимназии пансион Бартоле, контора редакции «Газеты А. Гатцука». В 1867 году в доме жил литературный критик Д. И. Писарев. В 1884 году из пассажа Попова (№ 12) сюда была переведена телефонная станция.
После смерти в 1865 году Александра Логиновича строения перешли по наследству к его сыну А. А. Торлецкому. Торлецкие строили здания в этом квартале и владели ими на протяжении почти полувека — около 47 лет. С 1878 года архитектором К. М. Быковским проводилась реконструкция и мелкие перестройки здания.
В 1888 году всё владение приобрёл русский терапевт Г. А. Захарьин. В доме Захарьина размещались: магазин торгового дома «К. Мейер и Ко», музыкальные магазины Циммермана, «А. Гутхейль» и «Герман и Гроссман», книжные К. И. Тихомирова, П. 3. Челягина, швейных машин «Зингер», магазин «Фабрики мебели Я. и И. Кон» и другие торговые предприятия. Незадолго до смерти магазин Циммермана посетил Лев Толстой, чтобы послушать фортепьянную музыку, записанную с помощью одного из самых совершенных аппаратов того времени «Миньон».
Лица, владевшие зданием после него последние 10 лет до экспроприации неизвестны.
В годы НЭПа в здании размещались контора и лавка издательства «Недра», выпускавшего сочинения многих известных писателей. С «Недрами» сотрудничал М. А. Булгаков, который часто бывал в этом здании. В 1920-х годах в доме разместилась «Русская филармония», основанная для проведения концертов и театрально-музыкальных мероприятий. Здесь же находилась Государственная капелла под управлением композитора П. Г. Чеснокова. В более позднее время в доме размещался Выставочный зал Союза художников СССР, продуктовый магазин № 33, магазин «Марки», представительства некоторых иностранных фирм.
В декабре 1975 года во дворе владения на месте бывших палат Собакиных была открыта станция метро «Кузнецкий Мост» (проход через арку с Рождественки), сооружённая по проекту архитекторов Н. А. Алёшиной и Н. К. Самойловой и оформленная художником М. Н. Алексеевым. Архитекторы станции были удостоены Премии Совета Министров СССР. В 1997—2006 годах в здании размещался бутик марки Valentino.
В настоящее время на первом этаже дома находится магазин «Кузнецкий Мост, 20», интерьер которого создан архитектурным бюро А. Бродского. При устройстве магазина фасаду здания был нанесён ущерб. В доме размещается также издательство «Радиотехника», выпускающее многочисленные журналы и книги.
В здании построенном А. А. Торлецким в 1840 году на южной стороне участка по Пушечной улице с 1860 года находился Немецкий клуб вплоть до его закрытия в 1918 году. Позднее там находился клуб Союза Коммунальников, затем Еврейская оперетта. С 1939 года — Центральный дом работников искусств (ЦДРИ)..